# Med vår glädje över livets under
Med vår glädje över livets under är en doppsalm med text skriven 1971 av Svein Ellingsen och översatt 1977 av Britt G. Hallqvist. Musiken är skriven 1976 av Egil Hovland.
Texten bär på ett djupt allvar, då den är skriven till ett nytt dop av en son efter att Ellingsen mist en dotter i en tragisk bilolycka.

## Publicerad i
- Den svenska psalmboken 1986 som nr 383 under rubriken "Dopet".
- Svensk psalmbok för den evangelisk-lutherska kyrkan i Finland (1986) som nr 214 under rubriken "Dopet".
- Psalmer och Sånger 1987 som nr 424 under rubriken "Kyrkan och nådemedlen - Dopet".[1]
- Hela familjens psalmbok 2013 som nummer 134 under rubriken "Barn i Guds famn".[2]